# 866
866 (DCCCLXVI) je bilo navadno leto, ki se je po julijanskem koledarju začelo na torek.

## Dogodki
- 1. januar

## Rojstva
- 19. september - Leon VI. Modri,  cesar Bizantinskega cesarstva († 912)
- Karlman II., kralj Zahodnofrankovskega kraljestva († 884)

## Smrti
- 2. julij - Robert Močni (* ok. 830)
- 29. september - Karel Otrok, kralj Akvitanije (* ok. 848)